# Улица Степана Подобайло (Чернигов)
У́лица Степа́на Подоба́йло (до 2024 года — у́лица Алекса́ндра Матро́сова) (укр. Вулиця Степана Подобайла) — улица в Деснянском районе города Чернигова. Пролегает от тупика до улицы Спасателей (Олега Кошевого), в исторически сложившейся местности (районе) Ремзавод.
Не имеет примыкающих к ней улиц.

## История
Была проложена после Великой Отечественной войны, в начале 1950-х годов,   вблизи завода «Октябрьский молот». Новая улица получила название — в честь Героя Советского Союза Александра Матвеевича Матросова.
С целью проведения политики очищения городского пространства от топонимов, которые возвеличивают, увековечивают, пропагандируют или символизируют Российскую Федерацию и Республику Беларусь, 8 февраля 2024 года улица получила современное название — в честь военного деятеля, сподвижника Богдана Хмельницкого, Степана Даниловича Пободайло, согласно Решению Черниговского городского совета № 37/VIII-21 «Про переименование улиц в городе Чернигове» («Про перейменування вулиць у місті Чернігові»).

## Застройка
Улица пролегает в северо-западном направлении — параллельно улицам Артиллеристов (Гастелло) и Авиаторов. Парная и непарная стороны улицы заняты усадебной застройкой.  
Учреждения:
1. дом № 13 — детсад № 62